# 乌韦·安普勒
乌韦·安普勒（德語：Uwe Ampler，1964年10月11日—），德国男子自行车运动员。他曾代表东德参加1988年夏季奥林匹克运动会自行车比赛，获得公路自行车男子团体计时赛金牌。